# تشارلز هاولي
تشارلز هاولي (بالإنجليزية: Charles Hawley)‏ هو قاضي ومحامي وسياسي أمريكي، ولد في 15 يونيو 1792 في ستامفورد في الولايات المتحدة، وتوفي بنفس المكان في 27 فبراير 1866. حزبياً، نشط في حزب اليمين. وقد انتخب عضو مجلس ولاية كونيتيكت وانتخب عضو مجلس نواب كونيتيكت.